# Гьотвайг
Абатство Гьотвейг (на немски: Stift Goettweig) е бенедиктинско абатство което се намира на около 5 километра южно от град Кремс, провинция Долна Австрия, Австрия. Абатството е част от Бенедиктинския орден.

## История
Абатството е основано през 1083 г. от Алтман, епископ на Пасау. Уставът на манастира от 9 септември 1083 г., все още се пази в архивите на абатството.
През 12 век Гьотвейг става известен манастирски център с монашески училище и библиотека. През 15 и 16 век обаче абатство запада и през 1564 г. в него няма нито един монах. За абат е назначен Михаел Херлих, монах от абатство Мелк, който постепенно успява да възстанови манастира духовно и финансово, след като е бил почти изцяло разрушен от пожар през 1580 г.
През 1718 г. абатството отново е опожарено, но е възстановено в по-голям мащаб по време на абат Готфрид Бесел (1714 – 1749) в стил барок.
Абатството разполага с библиотека от 130 000 книги и ръкописи, както и с колекция от религиозни гравюри, монети, антики, музикални ръкописи и експонати по естествена история.
От 1625 г. абатството е член на Австрийската католическа конгрегация, която е част от Бенедиктинската конфедерация.